# WTA de Charleston 2 de 2021
O MUSC Health Women's Open foi um torneio do WTA Tour de 2021. Foi disputado em quadras de saibro verde ao ar livre em Charleston, Carolina do Sul, Estados Unidos. 
Esse torneio foi organizado com licença de apenas um ano em 2021, realizado no Family Circle Tennis Center de 12 a 18 de abril de 2021, uma semana depois e no mesmo local do Volvo Car Open para cobrir uma semana que havia ficado vaga no calendário devido ao cancelamento da Billie Jean King Cup e limitar o deslocamento das atletas devido à pandemia de COVID-19.

## Campeãs

### Simples
- Astra Sharma venceu  Ons Jabeur, 2–6, 7–5, 6–1

### Duplas
- Hailey Baptiste /  Caty McNally venceu  Ellen Perez /  Storm Sanders, 6–7(4–7), 6–4, [10–6]

## Participantes da chave principal de simples

### Cabeças-de-chave
| País | Jogador          | Ranque1 | Cabeça-de-chave |
| ---- | ---------------- | ------- | --------------- |
| TUN  | Ons Jabeur       | 28      | 1               |
| POL  | Magda Linette    | 51      | 2               |
| USA  | Shelby Rogers    | 52      | 3               |
| FRA  | Alizé Cornet     | 59      | 4               |
| JPN  | Misaki Doi       | 77      | 5               |
| AUS  | Ajla Tomljanović | 78      | 6               |
| USA  | Lauren Davis     | 79      | 7               |
| USA  | Madison Brengle  | 81      | 8               |

- 1 O ranking utilizado é o de 5 de abril de 2021[3]

### Outras participantes
As seguintes jogadoras receberam "wild cards" para a chave principal:
- Linda Fruhvirtová
- Emma Navarro
- CoCo Vandeweghe

A seguinte jogadora recebeu entrada como convite especial:
- María Camila Osorio Serrano

As seguintes jogadoras receberam entrada da chave qualificatória:
- Claire Liu
- Grace Min
- Alycia Parks
- Storm Sanders

### Desistências
Antes do torneio
- Amanda Anisimova → substituída por  Caty McNally
- Irina-Camelia Begu → substituída por  Wang Yafan
- Anna Blinkova → substituída por  Liudmila Samsonova
- Danielle Collins → substituída por  Francesca Di Lorenzo
- Coco Gauff → substituída por  Viktoriya Tomova
- Madison Keys → substituída por  Sara Errani
- Barbora Krejčíková → substituída por  Tereza Martincová
- Ann Li → substituída por  Danka Kovinić
- Jessica Pegula → substituída por  Clara Tauson
- Rebecca Peterson → substituída por  Christina McHale
- Yulia Putintseva → substituída por  Renata Zarazúa
- Anastasia Potapova → substituída por  Stefanie Vögele
- Laura Siegemund → substituída por  Kristie Ahn
- Sloane Stephens → substituída por  Natalia Vikhlyantseva

### Retiradas
- Alizé Cornet
- Misaki Doi
- Tereza Martincová

## Participantes da chave principal de duplas

### Cabeças-de-chave
| AUS | Ellen Perez       | AUS | Storm Sanders        | 117 | 1 |
| USA | Kaitlyn Christian | USA | Sabrina Santamaria   | 123 | 2 |
| JPN | Misaki Doi        | JPN | Nao Hibino           | 158 | 3 |
| AUS | Arina Rodionova   | NED | Rosalie van der Hoek | 167 | 4 |

- 1 O ranking utilizado é o de 5 de abril de 2021[3]

### Outras participantes
A seguinte dupla recebeu "wild card" para a chave principal:
- Sophie Chang /  Emma Navarro

A seguinte dupla recebeu entrada para a chave principal usando o "ranking protegido":
- Oksana Kalashnikova /  Alla Kudryavtseva

A seguinte dupla recebeu entrada para a chave principal como suplente:
- Linda Fruhvirtová /  Tereza Martincová

### Desistências
Antes do torneio
- Anna Blinkova /  Lucie Hradecká → substituída por  Elixane Lechemia /  Ingrid Neel
- Misaki Doi /  Nao Hibino → substituída por  Linda Fruhvirtová /  Tereza Martincová
- Coco Gauff /  Caty McNally → substituída por  Beatrice Gumulya /  Jessy Rompies
- Makoto Ninomiya /  Yang Zhaoxuan → substituída por  Jamie Loeb /  Erin Routliffe

Durante o torneio
- Linda Fruhvirtová /  Tereza Martincová

### Retiradas
- Arina Rodionova /  Rosalie van der Hoek